# Minimax (ТВ канал)
 (транскр.  Минимакс) је европска дечја телевизијска станица са седиштем у Будимпешти. Доступан је у Србији, Мађарској, Чешкој, Словачкој, Хрватској, Босни и Херцеговини, Румунији, Северној Македонији, Молдавији, Словенији и Црној Гори са звуком на српском, мађарском, чешком, словеначком и румунском. Minimax је 27. марта 2013. године променио свој лого у 3D.
У Србији се Minimax првобитно емитовао од 6 до 20 часова, а након тога је емитована Cinemania Plus. У децембру 2017. објављено је да ће 1. јануара 2018. године Minimax прећи на 24-часовну шему емитовања.

## Историја
Телевизија је започела са емитовањем 1994. у Шпанији где је угашена 1998. године, након чега је покренута 1999. године у Мађарској. Она је тренутно доступна на подручју Мађарске и Румуније од 2001. године, у Чешкој и Словачкој од 2003. године, у Србији од 2007. године и на територији Пољске од 1999. до 2004. године.

## Доступност
|  | Доступан, локализована верзија      |
|  | Доступан, локализација друге државе |
|  | Није више доступан                  |

### Српска верзија
Српска верзија се емитује од 17. јуна 2007. године на територији Србије, Хрватске, Босне и Херцеговине, Северне Македоније и Црне Горе, у потпуности синхронизована на српски језик. Синхронизације за овај канал продуцирали су српски студији Supersonic и Студио, мађарски студио Subway, као и северномакедонски студио Кларион. Такође су емитоване и синхронизације које су продуцирали студији Loudworks, Blue House, Идеограм, Призор, Квартет Амиго и Маркони, као и канал Happy Kids. Дана 1. јануара 2018. године, канал прелази на 24-часовну шему емитовања. Од 28. августа до 18. децембра 2018. године, Minimax се, као и остали канали из AMC групе, није емитовао на платформама кабловских оператора SBB.